# Lijst van personen geboren in 1946
Dit is een lijst van bekende personen geboren in 1946.

## Januari

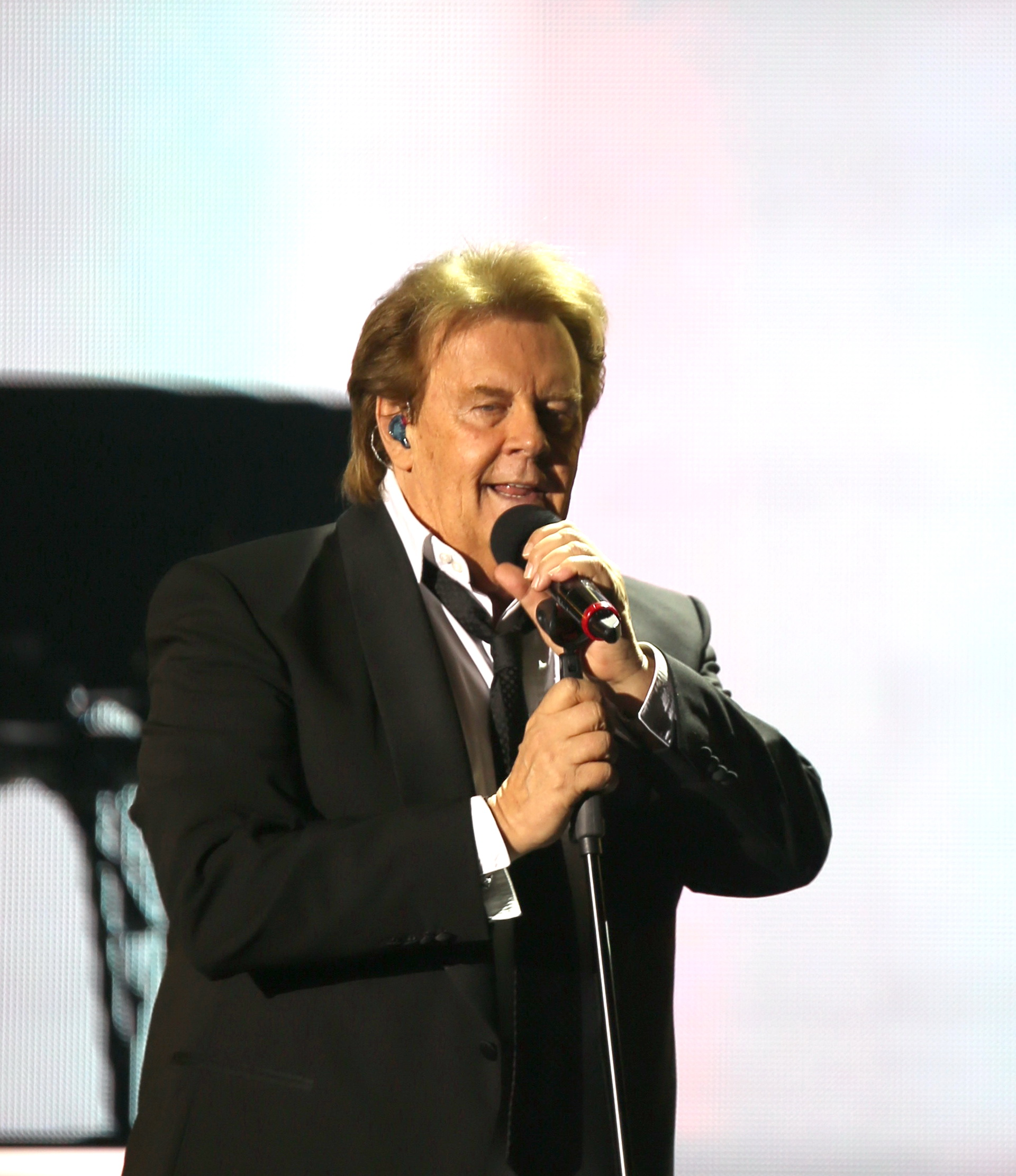
Howard Carpendale,
geboren op 14 januari

- 1 - Roberto Rivellino, Braziliaans voetballer
- 1 - Peter Siebelt, Nederlands publicist en activist
- 2 - Camille Dieu, Belgisch politica
- 3 - Ursul de Geer, Nederlands televisiemaker en presentator (overleden 2020)
- 3 - John Paul Jones, Brits bassist en toetsenist van Led Zeppelin
- 3 - Thijs van Kimmenade, Nederlands beeldend kunstenaar (overleden 2023)
- 3 - Dirk Ayelt Kooiman, Nederlands schrijver (overleden 2018)
- 5 - Diane Keaton, Amerikaans actrice
- 5 - Giuseppe Materazzi, Italiaans voetballer en voetbalcoach
- 5 - Mieke Sterk, Nederlands atlete en politica
- 6 - Syd Barrett, Brits gitarist, (singer-)songwriter en zanger van Pink Floyd (overleden 2006)
- 6 - Hester Knibbe, Nederlands dichteres
- 8 - Robby Krieger, Amerikaans gitarist van The Doors
- 10 - Ot Louw, Nederlands filmeditor (overleden 2020)
- 10 - Jos Punt, Nederlands rooms-katholiek bisschop van respectievelijk Haarlem (2001-2009) en Haarlem-Amsterdam (2009-2020)
- 11 - Naomi Judd, Amerikaans countryzangeres (overleden 2022)
- 11 - John Piper, Amerikaans predikant en theoloog
- 12 - Dill Katz, Brits jazzcontrabassist (overleden 2025)
- 12 - Ryszard Szurkowski, Pools wielrenner (overleden 2021)
- 13 - Michel Bellen, Belgisch seriemoordenaar en crimineel (overleden 2020)
- 13 - Boris Gardiner, Jamaicaans zanger en bassist
- 14 - Howard Carpendale, Zuid-Afrikaans-Duits zanger
- 18 - Pieter Stoop, Nederlands kunstschilder en beeldhouwer
- 19 - Julian Barnes, Brits schrijver
- 19 - Dolly Parton, Amerikaans countryzangeres en actrice
- 20 - François Hoste, Belgisch atleet
- 20 - David Lynch, Amerikaans filmregisseur en kunstschilder (overleden 2025)
- 20 - Ricardo Puno jr., Filipijns jurist, televisiepresentator en columnist (overleden 2022)
- 22 - Malcolm McLaren, Brits muzikant (overleden 2010)
- 23 - Boris Berezovski, Russisch zakenman (overleden 2013)
- 23 - Miklós Németh, Hongaars atleet
- 23 - Don Whittington, Amerikaans autocoureur
- 25 - Paul Cremona, Maltees r.k. bisschop (overleden 2025)
- 25 - Patty Klein, Nederlands stripauteur en dichteres (overleden 2019)
- 25 - Catherine MacPhail, Schots schrijfster (overleden 2021)
- 25 - Henk Marquart Scholtz, Nederlands politicus
- 25 - Peter Michielsen, Nederlands journalist (overleden 2008)
- 26 - Michel Delpech, Frans zanger (overleden 2016)
- 27 - Mike Verdrengh, Belgisch presentator en medestichter van Vtm
- 30 - Eddy Van den Bleeken, Belgisch atleet

## Februari
- 1 - Ton van Dalen, Nederlands voetbalmakelaar (overleden 2006)
- 2 - Isaias Afewerki, Etritrees president
- 2 - Gunder Bengtsson, Zweeds voetbaltrainer (overleden 2019)
- 2 - Gerrie Mühren, Nederlands voetballer (overleden 2013)
- 3 - Adolovni Acosta Filipijns pianiste
- 3 - Jos Bex, Belgisch politicus en zakenman
- 4 - Carla Luyer, Nederlands atlete
- 4 - Lucas Reijnders, Nederlands biochemicus en hoogleraar milieukunde
- 6 - Kate McGarrigle, Canadees folkzangeres (overleden 2010)
- 6 - Louis Nzala Kianza, Congolees R.K. bisschop (overleden 2020)
- 7 - Gerard Bodifée, Belgisch wetenschapper
- 8 - Ivan Heylen, Belgisch zanger en journalist ("De Wilde Boernedochtere")
- 8 - Gert Jonke, Oostenrijks dichter (overleden 2009)
- 10 - Ray Mielczarek, Welsh voetballer (overleden 2013)
- 11 - Ian Porterfield, Schots voetballer en voetbaltrainer (overleden 2007)
- 13 - Artur Jorge, Portugees voetballer en voetbaltrainer (overleden 2024)
- 14 - Frits Brink, Nederlands politicus, burgemeester (overleden 2025)
- 14 - Jan Decleir, Belgisch acteur
- 15 - Dick van Dijk, Nederlands voetballer (overleden 1997)
- 16 - Ian Lavender, Brits acteur (overleden 2024)
- 17 - Else-Marie van den Eerenbeemt, Nederlands psychologe
- 17 - Valdomiro Vaz Franco, Braziliaans voetballer
- 17 - Kjell-Erik Ståhl, Zweeds atleet
- 18 - Clifton Forbes, Jamaicaans atleet (overleden 2010)
- 18 - Angéla Németh, Hongaars atlete (overleden 2014)
- 18 - Wietse Veenstra, Nederlands voetballer
- 20 - J. Geils, Amerikaans bluesrockgitarist en bandleider (The J. Geils Band) (overleden 2017)
- 20 - Doug Russell, Amerikaans zwemmer
- 21 - Tyne Daly, Amerikaans actrice
- 21 - Alan Rickman, Engels acteur (overleden 2016)
- 21 - Anthony Daniels, Engels acteur
- 22 - Evert Dolman, Nederlands wielrenner (overleden 1993)
- 23 - Anatoli Banişevski, Sovjet-Azerbeidzjaans voetballer en trainer (overleden 1997)
- 23 - Allan Boesak, Zuid-Afrikaans religieus en politiek leider
- 23 - Alberto Colombo, Italiaans autocoureur (overleden 2024)
- 23 - René Goris, Belgisch atleet
- 24 - Barry Bostwick, Amerikaans acteur
- 24 - Ratomir Dujković, Joegoslavisch-Kroatisch voetbalcoach
- 26 - Colin Bell, Engels voetballer (overleden 2021)
- 26 - Jan Willem Buij, Nederlands hockeyer
- 26 - Walter De Bock, Belgisch journalist en auteur (overleden 2007)
- 26 - Phyllis Eisenstein, Amerikaans sciencefiction- en fantasyschrijfster (overleden 2020)
- 26 - Kalle Oranen, Nederlands voetballer (overleden 2023)
- 26 - Aad Oudt, Nederlands zwemmer
- 26 - Fons van Westerloo, Nederlands journalist en zakenman
- 26 - Ahmed Zewail, Egyptisch-Amerikaans scheikundige en Nobelprijswinnaar (overleden 2016)
- 27 - Jaap Buijs, Nederlands muziekmanager (overleden 2015)
- 28 - Robin Cook, Brits politicus (overleden 2005)

## Maart
- 1 - Jan Kodeš, Tsjechisch tennisser
- 1 - René Melis, Belgisch schrijver en journalist (overleden 2010?)
- 1 - Lana Wood, Amerikaanse actrice
- 3 - Charles Asati, Keniaans atleet
- 3 - Xi Enting, Chinees tafeltennisser (overleden 2019)
- 3 - Kick van der Vall, Nederlands voetballer
- 3 - Francis Vanverberghe, Frans-Belgisch maffiabaas (overleden 2000)
- 3 - John Virgo, Engels snookerspeler
- 4 - Dadá Maravilha, Braziliaans voetballer
- 5 - Murray Head, Brits acteur en zanger
- 5 - Robert Christiaan Noortman, Nederlands kunsthandelaar (overleden 2007)
- 5 - Koos van Zomeren, Nederlands schrijver
- 6 - David Gilmour, Brits gitarist van Pink Floyd
- 6 - Piet de Wit, Nederlands wielrenner
- 8 - Randy Meisner, Amerikaans zanger en basgitarist (overleden 2023)
- 9 - Bernd Hölzenbein, (West-)Duits voetballer (overleden 2024)
- 9 - Ronny Waterschoot, Belgisch acteur
- 10 - Mike Davis, Amerikaans schrijver, activist en academicus (overleden 2022)
- 10 - Hiroshi Fushida, Japans autocoureur
- 10 - Frank Jansen, Nederlands presentator
- 10 - Ute-Henriette Ohoven, Duits fondsenwerver
- 12 - Ricky King, Duits muzikant
- 12 - Ineke Lambers-Hacquebard, Nederlands politica (overleden 2014)
- 12 - Ludo Martens, Belgisch politicus (overleden 2011)
- 12 - Liza Minnelli, Amerikaanse actrice en zangeres
- 14 - Mieke Bal, Nederlands literatuurwetenschapper
- 14 - Steve Kanaly, Amerikaans acteur
- 15 - Broeder Cesare Bonizzi, Italiaans Franciscaner monnik en heavy metalzanger (overleden 2024)
- 15 - Pauline van Rhenen, Nederlands actrice
- 16 - Michael Basman, Brits schaker (overleden 2022)
- 17 - Georges J.F. Köhler, Duits bioloog en Nobelprijswinnaar (overleden 1995)
- 18 - Willy Lindwer, Nederlands documentairemaker
- 19 - Paul Atkinson, Brits muziekproducer en gitarist (overleden 2004)
- 19 - Guillaume Bijl, Belgisch beeldhouwer en installatiekunstenaar (overleden 2025)
- 19 - Ruth Pointer, Amerikaans zangeres van The Pointer Sisters
- 21 - Timothy Dalton, Brits acteur
- 21 - Eddy Verheijen, Nederlands schaatser
- 22 - Max van den Berg, Nederlands politicus
- 22 - Rivka Golani, Canadees altvioliste
- 22 - Cas Spijkers, Nederlands chef-kok en auteur (overleden 2011)
- 22 - Harry Vanda, Australisch Nederlands muzikant en producer
- 23 - Hubert Damen, Belgisch acteur
- 23 - Lee Towers, Nederlands zanger
- 25 - Robin Hahnel, Amerikaans econoom
- 26 - Dick Langerhorst, Nederlands zwemmer (overleden 2008)
- 26 - Jacques Vriens, Nederlands kinderboekenschrijver
- 27 - Boris Kopejkin, Sovjet-Russisch voetballer en trainer
- 28 - Wubbo Ockels, Nederlands astronaut (overleden 2014)
- 28 - Alejandro Toledo Manrique, Peruaans politicus
- 29 - Jos Bax, Nederlands voetbalkeeper (overleden 2020)
- 29 - Gilbert Hottois, Belgisch filosoof (overleden 2019)
- 30 - Simon Koene, Nederlands schilder en etser
- 30 - Etty Mulder, Nederlands musicologe en cultuurhistorica (overleden 2020)
- 30 - Arseni Roginski, Russisch historicus en dissident (overleden 2017)
- 31 - Saskia Noorman-den Uyl, Nederlands politica
- 31 - Klaus Wolfermann, Duits atleet (overleden 2024)

## April
- 1 - Ronnie Lane, Brits muzikant en songwriter (overleden 1997)
- 1 - Arrigo Sacchi, Italiaans voetbaltrainer
- 1 - Francis Van den Eynde, Belgisch politicus (overleden 2021)
- 2 - Sue Townsend, Engels schrijfster (overleden 2014)
- 2 - Dik Wessels, Nederlands bouwondernemer (overleden 2017)
- 3 - Fleur Bourgonje, Nederlands schrijfster, dichteres en vertaalster
- 3 - Marisa Paredes, Spaans actrice (overleden 2024)
- 4 - Jane Asher, Engels actrice
- 4 - Roel Coutinho, Nederlands arts en microbioloog
- 4 - Colin Coates, Australisch schaatser en zeiler
- 4 - Dave Hill, Brits rockgitarist
- 5 - Jane Asher, Engels actrice
- 5 - Cees Loffeld, Nederlands voetballer en voetbaltrainer (overleden 2023)
- 7 - Zaid Abdul-Aziz, Amerikaans basketballer
- 7 - Colette Besson, Frans atlete (overleden 2005)
- 7 - Frans van Eemeren, Nederlands neerlandicus; hoogleraar argumentatietheotie
- 7 - Stan Winston, Amerikaans special-effects- en make-up artiest (overleden 2008)
- 9 - Les Gray, Brits leadzanger van de glamrockband Mud (overleden 2004)
- 9 - Manuel José, Portugees voetballer en voetbalcoach
- 10 - Armand, Nederlands protestzanger (overleden 2015)
- 10 - Theo Uittenbogaard, Nederlands journalist en programmamaker (overleden 2022)
- 12 - Peter de Baan, Nederlands regisseur
- 12 - Ed O'Neill, Amerikaans acteur
- 12 - George Robertson, Brits politicus; secretaris-generaal van de NAVO (1999-2004)
- 13 - Al Green, Amerikaans zanger
- 14 - Armand Zunder, Surinaams politicus en zakenman
- 16 - Catherine Allégret, Frans actrice
- 16 - Ernst Bakker, Nederlands politicus (overleden 2014)
- 16 - Geert Reuten, Nederlands politicus
- 17 - Carrie de Swaan, Nederlands documentairemaakster (overleden 2010)
- 18 - Hayley Mills, Amerikaanse actrice
- 18 - Henk G. van Putten, Nederlands organist
- 19 - Tim Curry, Engels acteur, zanger-componist, stemacteur en muzikant
- 19 - Giulio Zignoli, Italiaans voetballer (overleden 2010)
- 20 - Fedor den Hertog, Nederlands wielrenner (overleden 2011)
- 20 - Jan ten Hoopen, Nederlands zanger
- 20 - Ricardo Maduro, president van Honduras
- 21 - Jean Thissen, Belgisch voetballer
- 22 - Wilfried David, Belgisch wielrenner (overleden 2015)
- 22 - Midas Dekkers, Nederlands bioloog, schrijver en presentator
- 23 - Anatolij Bysjovets, Russisch-Oekraïens voetballer en trainer
- 24 - Joop Daalmeijer, Nederlands programmamaker en omroepdirecteur
- 24 - Eva Šuranová, Tsjecho-Slowaaks atlete (overleden 2016)
- 25 - Talia Shire, Amerikaanse actrice
- 25 - Vladimir Zjirinovski, Russisch politicus (overleden 2022)
- 26 - Ralph Coates, Engels voetballer (overleden 2010)
- 26 - Henry Chakava, Keniaans uitgever
- 26 - Orlando Mercado, Filipijns journalist, politicus en diplomaat
- 26 - Vilhjálmur Þ. Vilhjálmsson, IJslands jurist en politicus
- 26 - John Wilkin, Amerikaans songwriter, zanger en sessiemuzikant
- 27 - Robert Anker, Nederlands schrijver en dichter (overleden 2017)
- 27 - Michel Delebarre, Frans socialistisch politicus (overleden 2022)
- 27 - Gerd Wiltfang, Duits springruiter (overleden 1997)
- 30 - Paul Haenen, Nederlands cabaretier, stemacteur en presentator
- 30 - Carl Gustaf XVI van Zweden, koning van Zweden
- 30 - Sven Nordqvist, Zweeds schrijver en illustrator van kinderboeken
- 30 - Don Schollander, Amerikaans zwemmer

## Mei
- 1 - Joanna Lumley, Brits actrice

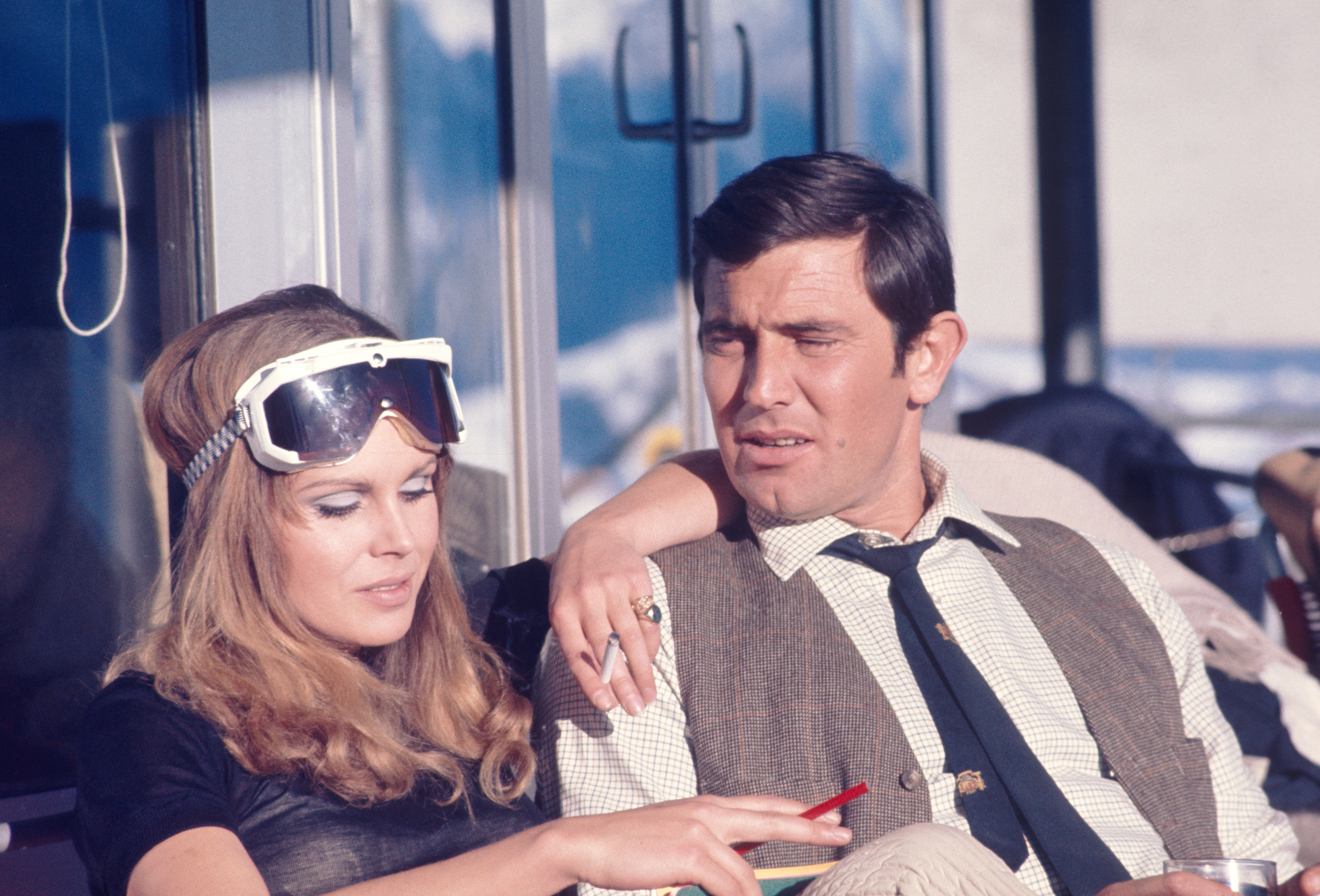
Joanna Lumley
geboren op 1 mei

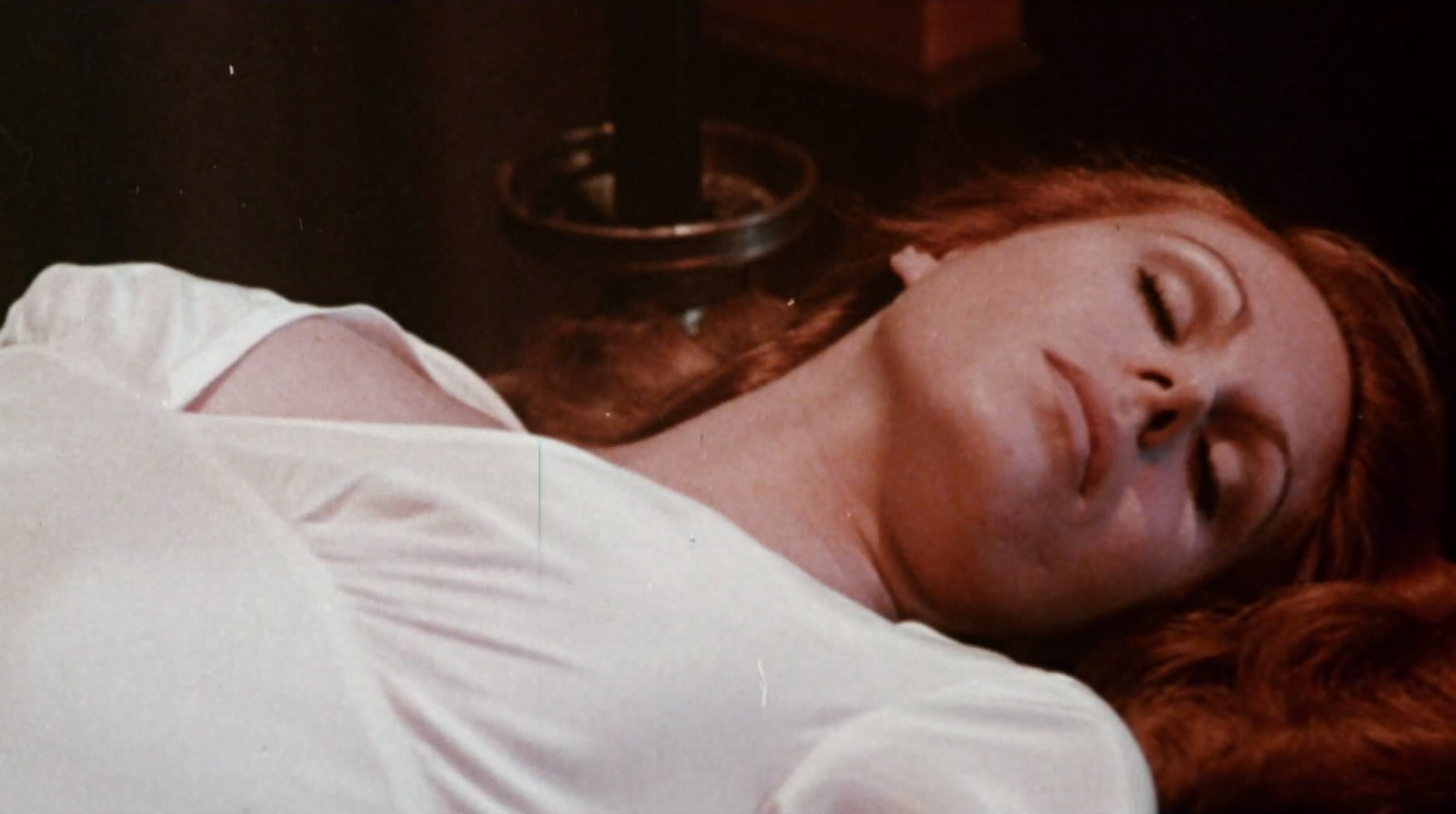
Joanna Lumley
geboren op 1 mei

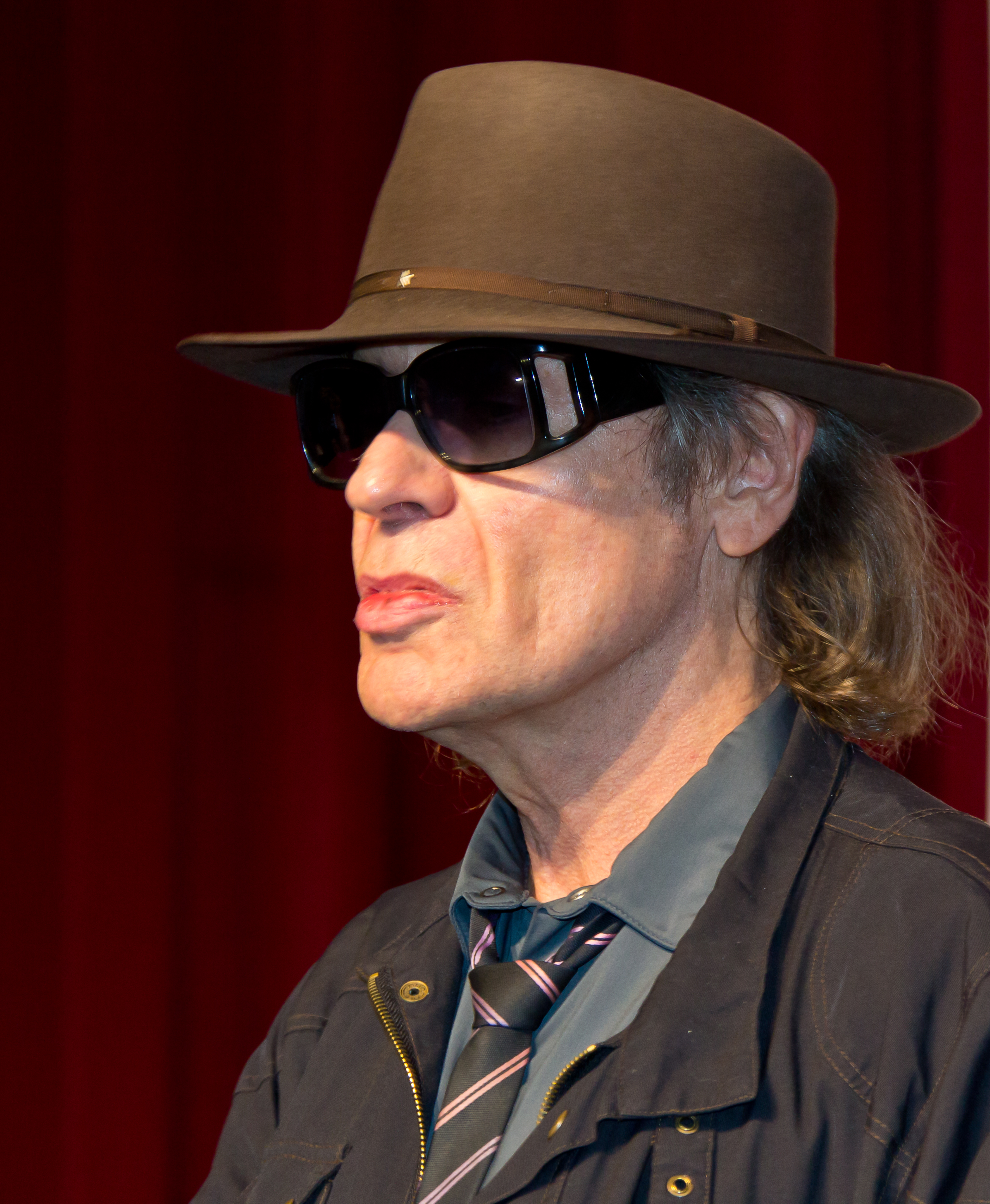
Udo Lindenberg,
geboren op 17 mei

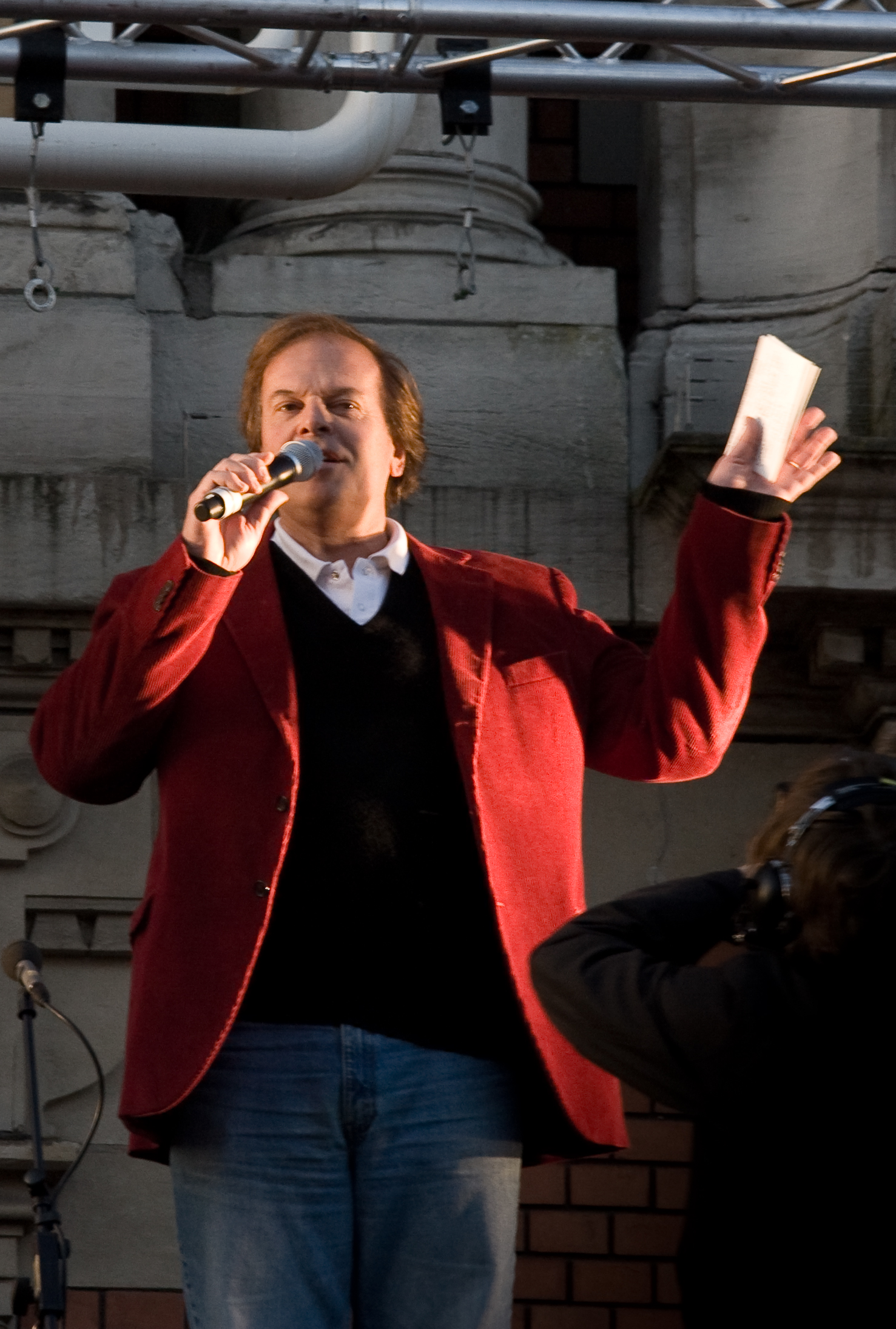
Ivo Niehe,
geboren op 31 mei

- 2 - Lesley Gore, Amerikaans singer-songwriter (overleden 2015)
- 2 - David Suchet, Brits acteur
- 2 - Paul Thys, Belgisch atleet
- 3 - Rabah Saâdane, Algerijns voetbalcoach
- 5 - René Taelman, Belgisch voetbaltrainer (overleden 2019)
- 8 - Ben Hendriks, Nederlands voetballer en voetbalcoach
- 9 - Candice Bergen, Amerikaans actrice
- 9 - Drafi Deutscher, Duits zanger, componist en muziekproducent (overleden 2006)
- 10 - Donovan, Brits zanger
- 10 - Graham Gouldman, Brits muzikant, tekstschrijver en basgitarist van de band 10 CC
- 11 - Jürgen Rieger, Duits politicus (overleden 2009)
- 11 - Milton Viera, Uruguayaans voetballer
- 13 - Jean Rondeau, Frans autocoureur (overleden 1985)
- 14 - Anton Cogen, Belgisch acteur
- 15 - Georges Bereta, Frans voetballer (overleden 2023)
- 15 - Frank Sanders, Nederlands acteur, zanger en kleinkunstenaar
- 16 - Robert Fripp, Brits gitarist en componist
- 16 - Francis Goya, Belgisch gitarist, componist en producer
- 16 - Olav Anton Thommessen, Noors componist
- 17 - Udo Lindenberg, Duits zanger
- 20 - Cher, Amerikaans zangeres en actrice
- 21 - Meindert Fennema, Nederlands politicoloog (overleden 2023)
- 21 - Erwin Kostedde, Duits voetballer
- 22 - George Best, Noord-Iers voetballer (overleden 2005)
- 22 - Howard Kendall, Engels voetballer en voetbalcoach (overleden 2015)
- 22 - Hennie Kuijer, Nederlands radiopresentatrice
- 22 - Shirley Zwerus, Nederlands zangeres
- 23 - Richard Bukacki, Nederlands wielrenner (overleden 2024)
- 23 - Frederik de Groot, Nederlands acteur
- 23 - Eddy Treijtel, Nederlands voetbalkeeper
- 24 - Irena Szewińska, Pools atlete (overleden 2018)
- 26 - Fabiola, Duits-Nederlands performancekunstenaar (overleden 2013)
- 26 - Jerry Haleva, Amerikaans acteur, dubbelganger van Saddam Hoessein en lobbyist
- 26 - Mick Ronson, Brits gitarist en muziekproducent (overleden 1993)
- 27 - Niels-Henning Ørsted Pedersen, Deens bassist (overleden 2005)
- 28 - Bruce Alexander, Engels acteur
- 28 - Henk van Gelder, Nederlands journalist (overleden 2025)
- 28 - Jacques Herb, Nederlands zanger
- 29 - Sietze Dolstra, Nederlands cabaretier (overleden 2015)
- 29 - Peter d'Hamecourt, Nederlands (tv-)journalist, columnist en publicist (overleden 2023)
- 29 - Héctor Yazalde, Argentijns voetballer (overleden 1997)
- 30 - Jan de Bie, Nederlands beeldend kunstenaar (overleden 2021)
- 30 - Dragan Džajić, Joegoslavisch voetballer
- 31 - Ivo Niehe, Nederlands televisiepresentator en -producer

## Juni

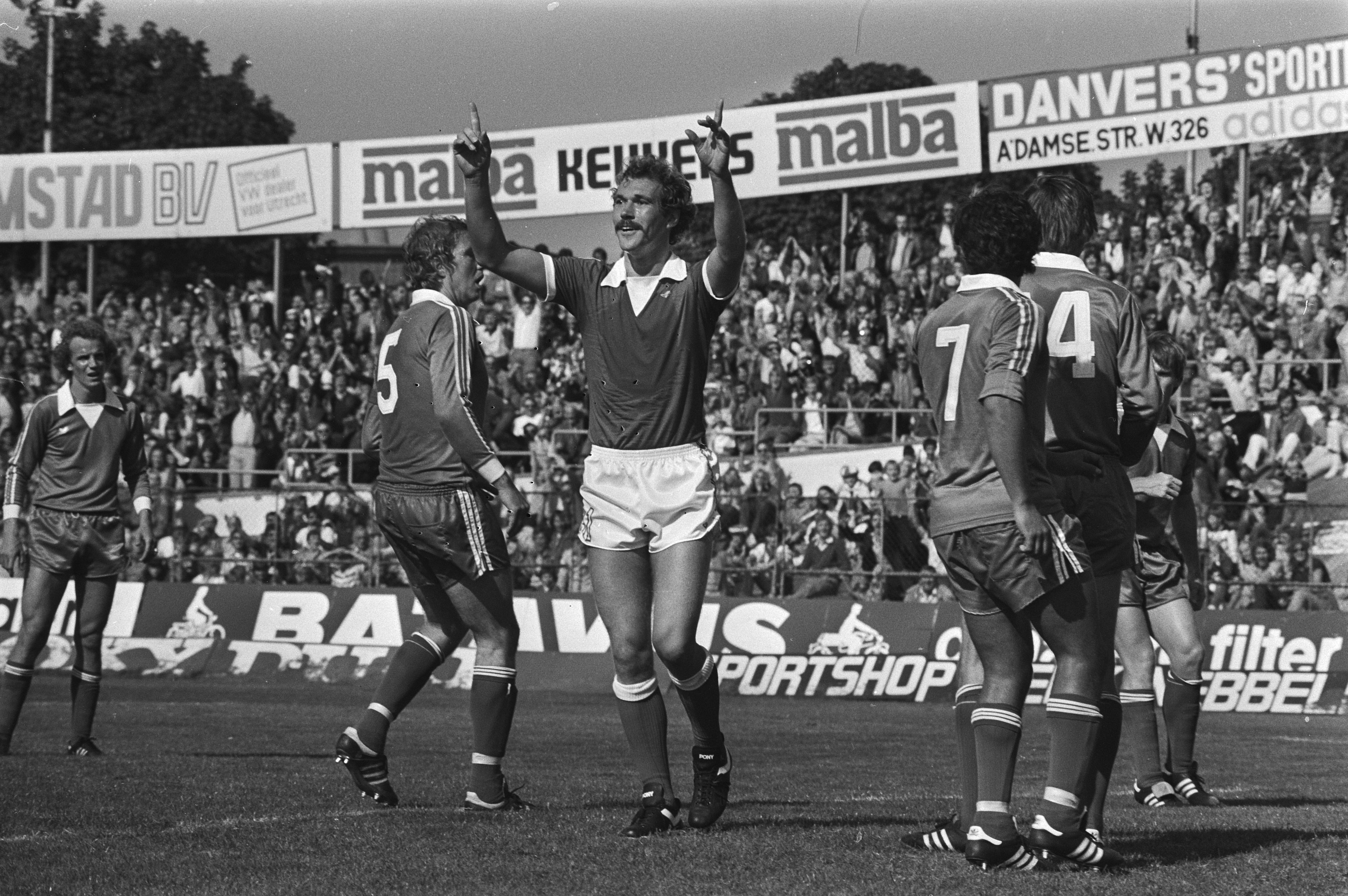
Leo van Veen(midden, juichend)
geboren op 6 juni

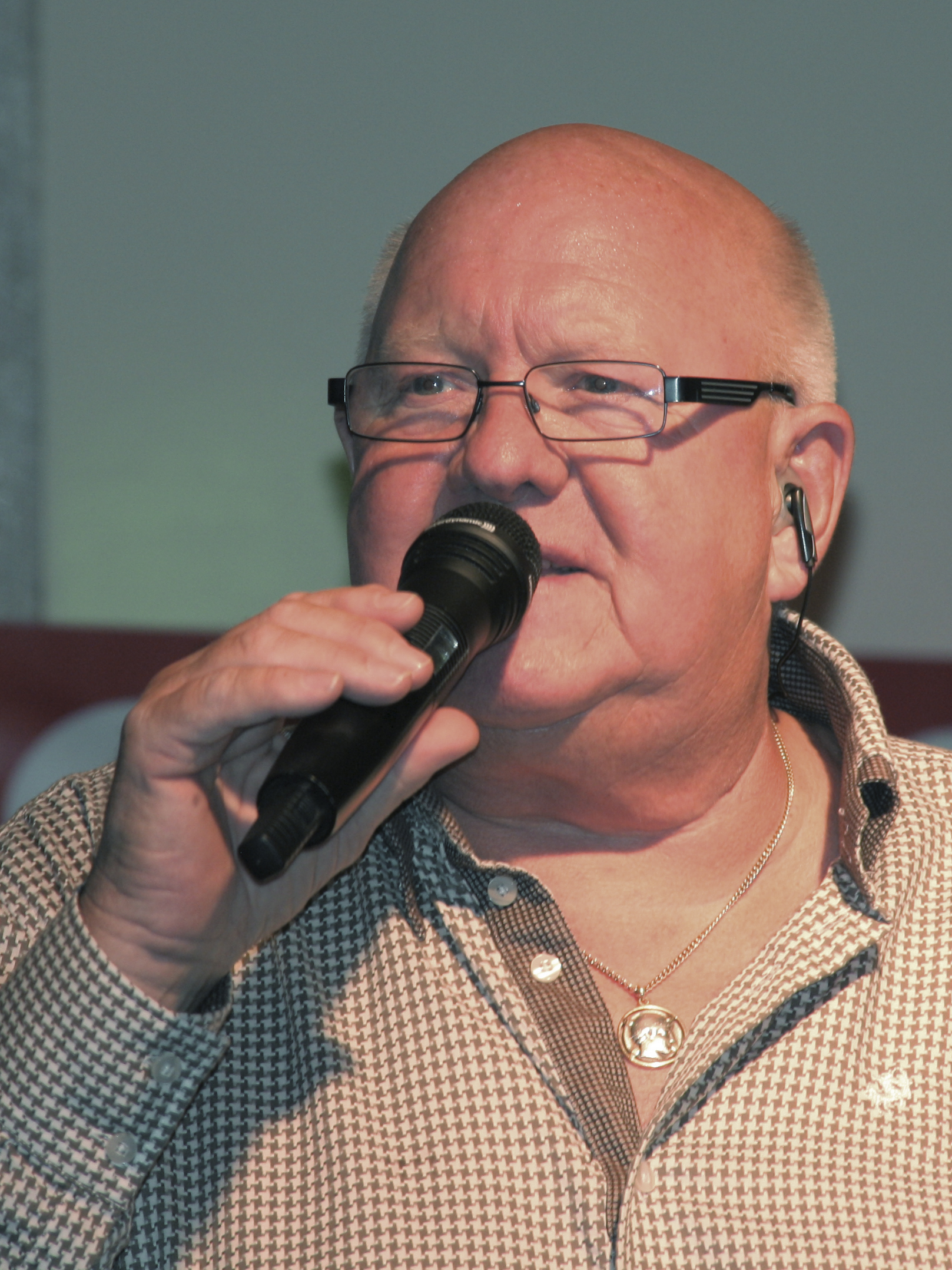
Henk Wijngaard,
geboren op 13 juni

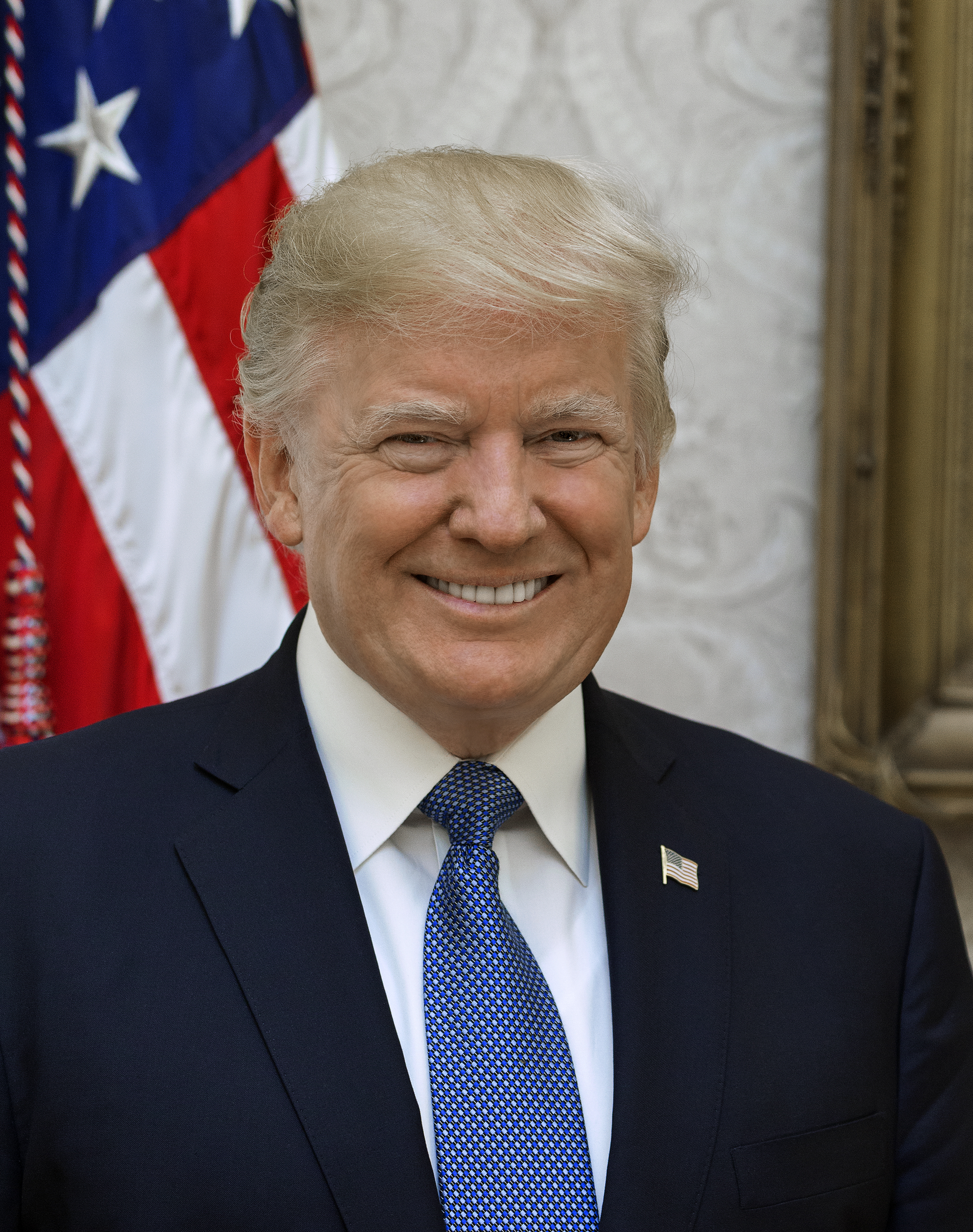
Donald Trump,
geboren op 14 juni

- 1 - Vera Beths, Nederlands violiste
- 1 - Brian Cox, Schots acteur
- 2 - Peter Sutcliffe, Brits seriemoordenaar (de Yorkshire Ripper) (overleden 2020)
- 2 - Yves Theisen, Belgisch atleet
- 3 - Michael Clarke, Amerikaans drummer (overleden 1993)
- 3 - Roelof Thijs, Nederlands ijsspeedwaycoureur
- 5 - Beppie Kraft, Nederlands volkszangeres
- 5 - Stefania Sandrelli, Italiaans actrice
- 6 - Tony Levin, Amerikaans bassist
- 6 - Zbigniew Seifert, Pools jazzviolist (overleden 1979)
- 6 - Leo van Veen, Nederlands voetballer en voetbalcoach
- 8 - Roy Beltman, Nederlands gitarist en muziekproducent (overleden 2005)
- 8 - Henk de Jonge, Nederlands voetbaltrainer (overleden 2021)
- 8 - Alan Scarfe, Brits-Canadees acteur (overleden 2024)
- 8 - Johan Slager, Nederlands gitarist, o.a. Kayak (overleden 2025)
- 10 - Jacques Chapel, Nederlands voetballer en sportverslaggever (overleden 2008)
- 10 - Mensje van Keulen, Nederlands schrijfster
- 11 - Jack Wrangler, Amerikaans acteur (overleden 2009)
- 12 - Eelco Gelling, Nederlands gitarist
- 12 - Wilbert Gieske, Nederlands acteur
- 13 - Henk Wijngaard, Nederlands zanger
- 14 - Allard Schröder, Nederlands schrijver
- 14 - Donald Trump, Amerikaans miljardair en president van de VS van Amerika
- 15 - Pierluigi Conforti, Italiaans motorcoureur
- 15 - Brigitte Fossey, Frans actrice
- 15 - Noddy Holder, Brits zanger
- 15 - Demis Roussos, Grieks zanger (overleden 2015)
- 16 - Gérard Biguet, Frans voetbalscheidsrechter
- 16 - Gérard Grisey, Frans componist (overleden 1998)
- 16 - Iain Matthews, Engels muzikant
- 16 - Jodi Rell, Amerikaans politica (overleden 2024)
- 17 - Fred Spijkers, Nederlands klokkenluider
- 18 - Wout Muller, Nederlands kunstschilder (overleden 2000)
- 18 - Hans Sanders, Nederlands zanger van Bots (overleden 2007)
- 19 - Sonny Reeder, Arubaans zanger (overleden 2010)
- 20 - Birgitte van Deurs, Deens lid van het Britse koninklijk huis (Hertogin van Gloucester)
- 20 - Flip Jonkman, Nederlands dirigent
- 20 - Lars Vilks, Zweeds beeldend kunstenaar en hoogleraar (overleden 2021)
- 20 - Bote Wilpstra, Nederlands wetenschapper, bestuurder en politicus[1] (overleden 2021)
- 21 - Rob Dyson, Amerikaans autocoureur
- 21 - David Weiss, Zwitsers kunstenaar (overleden 2012)
- 22 - Kay Redfield Jamison, Amerikaans psychologe
- 24 - Tamara Fedosova, Russisch schoonspringster
- 25 - Ulrik le Fevre, Deens voetballer (overleden 2024)
- 25 - Ian McDonald, Brits musicus (overleden 2022)
- 27 - Truus Looijs, Nederlands zwemster
- 28 - Gilda Radner, Amerikaanse actrice (overleden 1989)
- 28 - Aalt Westerman, Nederlands streektaalzanger
- 29 - Gitte Hænning, Deens zangeres en actrice
- 29 - Joan Leemhuis-Stout, Nederlands politica en bestuurder
- 30 - Serge-Henri Valcke, Belgisch acteur

## Juli
- 2 - Ricky Bruch, Zweeds acteur en atleet (overleden 2011)
- 2 - Ron Silver, Amerikaans acteur (overleden 2009)
- 5 - Ati Dijckmeester, Nederlands presentatrice en programmamaakster
- 5 - Gerard 't Hooft, Nederlands natuurkundige en Nobelprijswinnaar
- 6 - George W. Bush, Amerikaans zakenman en politicus (43e president van de Verenigde Staten)
- 6 - Tiemen Groen, Nederlands wielrenner (overleden 2021)
- 6 - Sylvester Stallone, Amerikaans acteur
- 9 - Bon Scott, Schots zanger van de Australische hardrockband AC/DC (overleden 1980)
- 10 - Sue Lyon, Amerikaanse actrice (overleden 2019)
- 11 - Sarah Blaffer Hrdy, Amerikaans primatoloog, antropoloog en auteur
- 12 - Seán Keane, Iers violist (overleden 2023)
- 12 - Josep Maria Terricabras i Nogueras, Spaans filosoof en politicus (overleden 2024)
- 13 - João Bosco, Braziliaans zanger, songwriter en gitarist
- 14 - Garmt Bouwman, Nederlands organist en componist
- 15 - Hassanal Bolkiah, sultan van Brunei
- 15 - Linda Ronstadt, Amerikaans zangeres
- 15 - Theo Roos, Nederlands bestuurder muziekindustrie
- 16 - Jacques Klöters, Nederlands cabaretier en radiopresentator
- 17 - Bob Allen, Amerikaans basketballer
- 17 - Eric Leman, Belgisch wielrenner
- 17 - Harmke Pijpers, Nederlands radio- en tv-presentatrice
- 17 - Reid Reilich, Amerikaans songwriter (overleden 1999)
- 18 - Leo Madder, Belgisch acteur
- 19 - Annie Brouwer-Korf, Nederlands burgemeester (overleden 2017)
- 19 - Margarita Karapanou, Grieks schrijfster (overleden 2008)
- 19 - Ilie Năstase, Roemeens tennisser
- 19 - Bas Plaisier, Nederlands theoloog, predikant en zendeling
- 20 - Noraly Beyer, Nederlands nieuwslezeres
- 20 - René Diekstra, Nederlands psycholoog
- 20 - Peter Simons, Belgisch film- en televisieregisseur (overleden 2005)
- 21 - Kenneth Starr, Amerikaans aanklager (affaire-Monica Lewinsky) en advocaat (overleden 2022)
- 21 - Jüri Tarmak, Estisch hoogspringer (overleden 2022)
- 22 - Danny Glover, Amerikaans acteur en politiek activist
- 22 - Mireille Mathieu, Frans zangeres
- 22 - Johnson Toribiong, Palaus advocaat en politicus (7e president van Palau)
- 22 - Paul-Loup Sulitzer, Frans ondernemer en schrijver (overleden 2025)
- 23 - Vincent Icke, Nederlands columnist, sterrenkundige en kosmoloog
- 24 - Hanna Kraan, Nederlands kinderboekenschrijfster (overleden 2011)
- 25 - Bayani Fernando, Filipijns politicus (overleden 2023)
- 25 - Theo Lalleman, Nederlands schrijver, publicist, videokunstenaar en cultureel ondernemer (overleden 2013)
- 26 - Joan Busquets, Spaans architect en stedenbouwkundige
- 27 - Donald Evans, Amerikaans politicus en zakenman
- 28 - Hans Borstlap, Nederlands topambtenaar; lid van de Raad van State 2002-2016
- 29 - Robert LuPone, Amerikaans acteur (overleden 2022)

## Augustus
- 1 - Edgard Salvé, Belgisch atleet

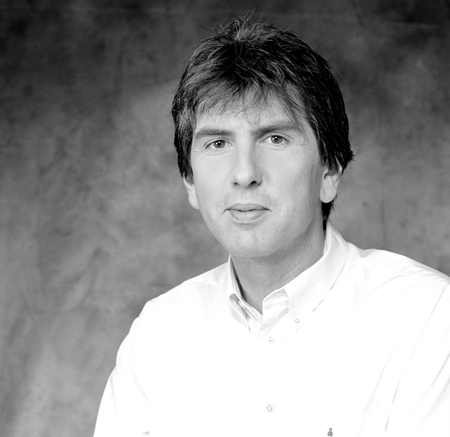
Felix Meurders
geboren op 22 augustus

- 2 - Feike Salverda, Nederlands journalist (overleden 1996)
- 3 - Jack Straw, Brits Labourpoliticus
- 3 - Jacques Teugels, Belgisch voetballer (overleden 2024)
- 3 - Syreeta Wright, Amerikaans soulzangeres en -songschrijfster (overleden 2004)
- 5 - Loni Anderson, Amerikaans actrice
- 5 - Rick van der Linden, Nederlands componist en musicus (overleden 2006)
- 5 - Annemie Roppe, Belgisch politica
- 6 - Allan Holdsworth, Brits gitarist en jazz-componist
- 6 - Miljenko Licul, Sloveens graficus (overleden 2009)
- 6 - Roh Moo-hyun, Zuid-Koreaans politicus en president (overleden 2009)
- 7 - Bert Mewe, Nederlands politicus (overleden 2024)
- 8 - Juan Pons, Spaans operazanger
- 8 - Dragutin Šurbek, Kroatisch tafeltennisser en tafeltennistrainer (overleden 2018)
- 8 - Frans Weisglas, Nederlands politicus
- 9 - Rinus Gerritsen, Nederlands bassist van Golden Earring
- 9 - Jan ten Hoopen, Nederlands politicus
- 13 - Bernard Labourdette, Frans wielrenner (overleden 2022)
- 13 - Mitsuru Kono, Japans tafeltennisspeler
- 13 - Janet Yellen, Amerikaans econome, bankier en politica
- 14 - Alexander Curly, Nederlands zanger (overleden 2012)
- 14 - Antonio Fargas, Amerikaans acteur
- 14 - André Oosterlinck, Belgisch wetenschapper
- 14 - Susan Saint James, Amerikaanse actrice
- 15 - Willem Hoogeveen, Nederlands beeldend kunstenaar (overleden 2020)
- 17 - Hugh Baiocchi, Zuid-Afrikaans golfprofessional
- 19 - Luis Barrancos, Boliviaans voetbalscheidsrechter
- 19 - Bill Clinton, Amerikaans president
- 19 - Zoja Roednova, Russisch tafeltennisspeelster (overleden 2014)
- 19 - Josef Spirk, Oostenrijks componist en dirigent
- 19 - Rob Tielman, Nederlands socioloog
- 20 - Laurent Fabius, Frans politicus
- 20 - Hans Meiser, Duits presentator en journalist (overleden 2023)
- 21 - Suzie, Nederlands-Zweeds zangeres en circusartieste (overleden 2008)
- 21 - Robert Van Schoor, Belgisch atleet
- 22 - Felix Meurders, Nederlands radio- en televisiepresentator
- 22 - Jaap Reesink, Nederlands roeier
- 23 - Keith Moon, Engels drummer van The Who (overleden 1978)
- 24 - Manfred Zapf, Oost-Duits voetballer
- 26 - Bert Nederlof, Nederlands sportjournalist (overleden 2018)
- 26 - Mark Snow, Amerikaans componist (overleden 2025)
- 27 - Aleksandr Bolsjakov, Sovjet-basketballer
- 28 - Anders Gärderud, Zweeds atleet
- 29 - Bob Beamon, Amerikaans atleet
- 30 - Anne Marie van Denemarken, Deens prinses en ex-koningin van Griekenland
- 30 - Jan van Katwijk, Nederlands wielrenner
- 30 - Peggy Lipton, Amerikaans actrice (overleden 2019)
- 30 - Jacques Tardi, Frans striptekenaar
- 31 - Ton Baas, Nederlands politicus
- 31 - Cyrille Fijnaut, Nederlands criminoloog
- 31 - Jan Hoogendoorn, Nederlands voetballer

## September

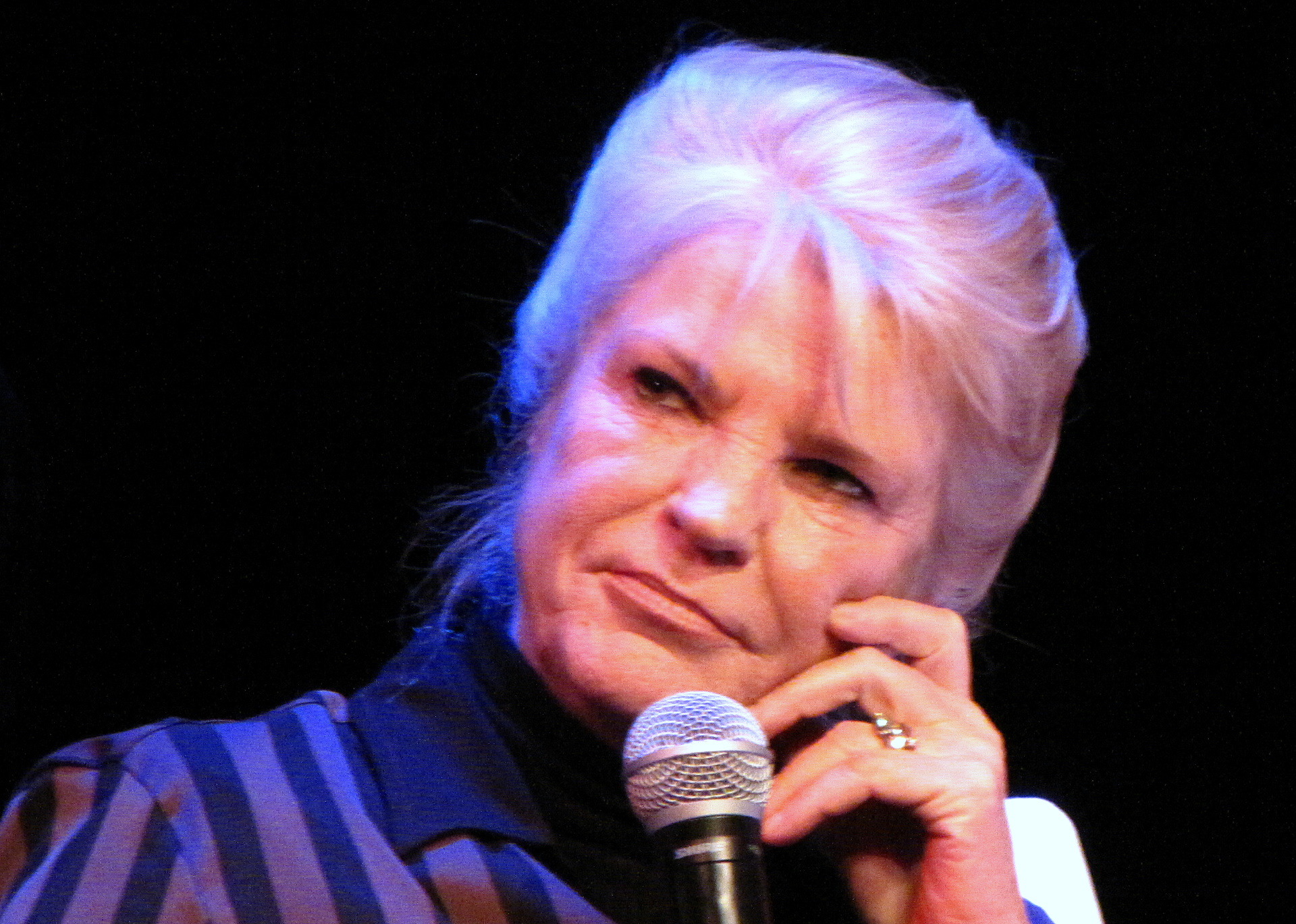
Wouke van Scherrenburg
geboren op 16 september

- 1 - Barry Gibb, Brits-Australisch muzikant (Bee Gees)
- 1 - Johan Simons, Nederlands theater- en operaregisseur
- 1 - Lori Spee, Amerikaans-Nederlands zangeres
- 2 - Hubert Forstinger, Oostenrijks voetbalscheidsrechter
- 2 - Billy Preston, Amerikaans musicus (overleden 2006)
- 3 - Henk den Duijn, Nederlands burgemeester (overleden 2024)
- 3 - June Fairchild, Amerikaanse actrice en danseres (overleden 2015)
- 3 - Dirceu Lopes, Braziliaans voetballer
- 3 - René Pijnen, Nederlands wielrenner
- 4 - Emiel Goelen, Belgisch televisiepresentator (overleden 2015)
- 4 - Harry Vos, Nederlands voetballer (overleden 2010)
- 5 - Freddie Mercury, Brits rockzanger (Queen) (overleden 1991)
- 6 - Bennie Jolink, Nederlands muzikant, zanger van Normaal
- 7 - Wim Bravenboer, Nederlands wielrenner (overleden 2025)
- 7 - Alberto Vilasboas dos Reis, Braziliaans voetballer bekend als Bebeto (overleden 2003)
- 8 - John Baboeram, Surinaams advocaat, slachtoffer van de Decembermoorden (overleden 1982)
- 8 - Dean Daughtry, Amerikaans toetsenist (overleden 2023)
- 9 - Evert Kroon, Nederlands waterpoloër (overleden 2018)
- 9 - Bruce Palmer, Canadees bassist (overleden 2004)
- 9 - Billy Preston, Amerikaans muzikant (overleden 2006)
- 10 - Jim Hines, Amerikaans atleet (overleden 2023)
- 11 - Alain De Kuyssche, Belgisch journalist en schrijver (overleden 2024)
- 12 - David Garrick, Brits zanger (overleden 2013)
- 14 - Bas Eenhoorn, Nederlands politicus en bestuurder
- 14 - Iwan Groeneveld, Arubaans-Nederlands zanger
- 14 - Volodymyr Moentjan, Sovjet-voetballer en trainer
- 14 - Max Pam, Nederlands schaker, schrijver en columnist
- 14 - Marga van Praag, Nederlands presentatrice en verslaggeefster
- 14 - Klaus Schrodt, Duits piloot
- 15 - Ola Brunkert, Zweeds drummer (ABBA) (overleden 2008)
- 15 - Tommy Lee Jones, Amerikaans acteur
- 15 - Oliver Stone, Amerikaans filmregisseur
- 15 - Howard Waldrop, Amerikaans schrijver (overleden 2024)
- 16 - Henk Benjamins, Nederlands wielrenner
- 16 - Wouke van Scherrenburg, Nederlands journaliste
- 17 - Ad de Jong, Nederlands atleet
- 17 - Jerzy Milewski, Pools-Braziliaans violist
- 20 - Marc Chavannes, Nederlands journalist en publicist (overleden 2024)
- 21 - Joseph Deiss, Zwitsers econoom, politicus en bondspresident
- 22 - Rose-Marie De Bruycker, Belgisch atlete
- 24 - Pieter Hofstra, Nederlands politicus (overleden 2025)
- 25 - Tom Blom, Nederlands radio- en tv-presentator (overleden 2017)
- 26 - Louise Simonson, Amerikaans stripauteur
- 27 - Nikos Anastasiadis, Cypriotisch politicus en president
- 27 - Jacques Wallage, Nederlands politicus
- 28 - Helen Shapiro, Brits zangeres
- 29 - Celso Pitta, Braziliaans politicus (overleden 2009)
- 30 - Barry Hulshoff, Nederlands voetballer en voetbaltrainer (overleden 2020)
- 30 - Jochen Mass, Duits autocoureur (overleden 2025)
- 30 - Koos Spee, Nederlands verkeersofficier van justitie

## Oktober
- 1 - Ewa Kłobukowska, Pools atlete

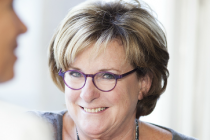
Catherine Keyl,
geboren op 24 oktober

- 1 - Winnie van Weerdenburg, Nederlands zwemster (overleden 1998)
- 3 - P.P. Arnold, Amerikaans soulzangeres
- 4 - Donato Giuliani, Italiaans wielrenner (overleden 2025)
- 4 - Chuck Hagel, Amerikaans Republikeins politicus
- 4 - Roger Lespagnard, Belgisch atleet
- 4 - Susan Sarandon, Amerikaans actrice
- 4 - Yvonne Walter, Nederlandse jazzzangeres en songwriter
- 5 - Pacita Abad, Filipijns kunstschilderes (overleden 2004)
- 5 - Leen Van Brempt, Belgisch atlete
- 7 - Ludo Monset, Belgisch politicus (overleden 2018)
- 8 - Hanan Ashrawi, Palestijns politica en taalkundige
- 8 - Jean-Jacques Beineix, Frans filmregisseur (overleden 2022)
- 8 - Joost Belinfante, Nederlands muzikant
- 8 - Aleksandr Gorsjkov, Russisch kunstschaatser (overleden 2022)
- 8 - Lennox Miller, Jamaicaans atleet (overleden 2004)
- 9 - Johannes van Dam, Nederlands culinair journalist (overleden 2013)
- 10 - Charles Dance, Engels acteur, regisseur en scenarioschrijver
- 10 - Naoto Kan, Japans politicus
- 10 - Aladim Luciano, Braziliaans voetballer
- 10 - John Prine, Amerikaans folk- en country-singer-songwriter en gitarist (overleden 2020)
- 10 - Ben Vereen, Amerikaans acteur
- 11 - Daryl Hall, Amerikaans singer-songwriter, gitarist, toetsenist en muziekproducent
- 12 - Edward Hagedorn, Filipijns politicus (overleden 2023)
- 12 - Aart Koopmans, Nederlands zakenman (overleden 2007)
- 13 - Bram Vermeulen, Nederlands zanger, componist, cabaretier en schilder (overleden 2004)
- 13 - Jan Lambert Wirix-Speetjens, Belgisch bisschop van de Oud Katholieke Kerk in het Bisdom Haarlem (overleden 2008)
- 14 - François Bozizé, Centraal-Afrikaans president
- 14 - Paul Witteman, Nederlands televisiepresentator
- 15 - Richard Carpenter, Amerikaans zanger (The Carpenters)
- 15 - Palle Danielsson, Zweeds jazzbassist (overleden 2024)
- 15 - Tessa de Loo, Nederlands schrijfster, pseudoniem van Tineke Duyvené de Wit
- 15 - Georges Pintens, Belgisch wielrenner
- 16 - Carlos Ott, Uruguayaans architect
- 16 - Suzanne Somers, Amerikaans actrice (overleden 2023)
- 17 - Martin van Dijk, Nederlands pianist en componist (overleden 2016)
- 17 - Wim Kayzer, Nederlands journalist, programmamaker en schrijver (overleden 2023)
- 17 - Adam Michnik, Pools publicist
- 18 - Sverre Kjelsberg, Noors zanger (overleden 2016)
- 19 - Nardo Aluman, Surinaams-Caraïbisch schrijver
- 19 - Jürgen Croy, Oost-Duits voetballer
- 19 - Jorge Habegger, Argentijns voetbalcoach
- 19 - Philip Pullman, Engels kinderboekenschrijver
- 20 - Lucien Van Impe, Belgisch wielrenner
- 20 - Elfriede Jelinek, Oostenrijks schrijfster, winnares Nobelprijs voor de Literatuur (2004)
- 21 - Lux Interior (Erick Purkhiser), Amerikaans punkmuzikant (overleden 2009)
- 21 - Nicole Josy (Nicole & Hugo), Belgisch zangeres (overleden 2022)
- 22 - Frank Grillaert, Belgisch atleet (overleden 2023
- 22 - Dick Klaverdijk Nederlands politicus en burgemeester (overleden 2020)
- 23 - Piet Dam, Nederlands rallycrosser (overleden 2008)
- 23 - Gerda Havertong, Surinaams-Nederlands actrice en zangeres (Sesamstraat)
- 23 - Paul Wessels, Nederlands politicus (overleden 2024)
- 24 - Peter Schaap, Nederlands zanger en schrijver (overleden 2025)
- 24 - Catherine Keyl, Nederlands presentatrice
- 25 - Stephan Remmler, Duits muzikant
- 27 - Ivan Reitman, Slowaaks-Canadees filmregisseur en -producent (overleden 2022)
- 28 - Wim Jansen, Nederlands voetballer en voetbaltrainer (overleden 2022)
- 29 - Peter Green, Brits gitarist; oprichter van Fleetwood Mac (overleden 2020)
- 29 - Oscar Más, Argentijns voetballer
- 30 - André Catimba, Braziliaans voetballer (overleden 2021)
- 30 - René Jacobs, Belgisch musicus
- 30 - William Thurston, Amerikaans wiskundige (overleden 2012)
- 30 - Sietze Veen, Nederlands voetballer en voetbalbestuurder
- 31 - Hans Breukhoven, Nederlands ondernemer (overleden 2017)
- 31 - Jaap Eggermont, Nederlands producer en drummer van Golden Earring
- 31 - Stephen Rea, Iers acteur

## November
- 1 - Jean-Louis Triaud, Frans ondernemer en sportbestuurder
- 1 - Joop Wittermans, Nederlands acteur
- 2 - Bennie Hofs, Nederlands voetballer (overleden 2017)
- 2 - Alan Jones, Australisch autocoureur
- 2 - Wilbert Willems, Nederlands politicus
- 4 - Nettie Blanken, Nederlands actrice
- 4 - Laura Bush, van 2001 tot 2009 first lady van de Verenigde Staten, echtgenote van president George W. Bush
- 4 - Annie-Paule Knipping, Belgisch atlete
- 5 - Herman Brood, Nederlands rockartiest (overleden 2001)
- 5 - Gram Parsons, Amerikaans country- en rockmuzikant (overleden 1973)
- 6 - Sally Field, Amerikaanse actrice
- 6 - George Young, Australisch musicus (overleden 2017)
- 7 - John Aylward, Amerikaans acteur (overleden 2022)
- 8 - Guus Hiddink, Nederlands voetballer en voetbaltrainer
- 9 - Marina Warner, Brits (feministisch) schrijfster
- 11 - Della Bosiers, Belgisch zangeres
- 11 - Al Holbert, Amerikaans autocoureur (overleden 1988)
- 11 - Gerhard Kapl, Oostenrijks voetbalscheidsrechter (overleden 2011)
- 14 - Davide Boifava, Italiaans wielrenner en wielerploegleider
- 14 - Roland Duchâtelet, Belgisch ondernemer en politicus
- 14 - Sacheen Littlefeather, Amerikaans actrice, model en activiste (overleden 2022)
- 14 - Carlos Maciel, Paraguayaans voetbalscheidsrechter
- 15 - Edgar Amanh, Surinaams diplomaat
- 15 - Dirk van der Horst, Nederlands gitarist (overleden 2004)
- 15 - Fenna Vergeer-Mudde, Nederlands politica
- 16 - Colin Burgess, Australisch drummer (overleden 2023)
- 16 - Luís Ribeiro Pinto Neto (Lula), Braziliaans voetballer (overleden 2022)
- 16 - Jo Jo White, Amerikaans basketballer (overleden 2018)
- 17 - Martin Barre, Brits gitarist van Jethro Tull
- 17 - Rudie Berkhout, Nederlands-Amerikaans holograaf (overleden 2008)
- 17 - Lars Boom, Nederlands scenarioschrijver, auteur, acteur en presentator
- 18 - Chris Rainbow, Schots zanger (The Alan Parsons Project) (overleden 2015)
- 19 - Monique Vanherck, Belgisch atlete
- 19 - Rita Vanherck, Belgisch atlete
- 20 - Duane Allman, Amerikaans gitarist (overleden 1971)
- 21 - Anthony Mertens, Nederlands literatuurcriticus (overleden 2009)
- 22 - Aston Barrett, Jamaicaans basgitarist en rastafari (overleden 2024)
- 22 - Hans Kombrink, Nederlands politicus
- 23 - Ankie Broekers-Knol, Nederlands politica
- 23 - Hans Hoekman, Nederlands hoorspelacteur (overleden 2017)
- 24 - Ted Bundy, Amerikaans seriemoordenaar (overleden 1989)
- 25 - Hub Schnackers, Nederlands rooms-katholiek geestelijke
- 25 - Klaus Zerta, Duits roeier
- 26 - Guido Depraetere, Belgisch cartoonist, politicus, presentator en producer (mede-oprichter Vtm, overleden 2006)
- 26 - Gustavo Adolfo Espina Salguero, Guatemalteeks politicus (overleden 2024)
- 26 - Bert Ruiter, Nederlands basgitarist (Focus) (overleden 2022)
- 27 - Joe Dante, Amerikaans filmregisseur
- 28 - Mark Elchardus, Belgisch wetenschapper
- 28 - Nikolai Korolkov,  Russisch ruiter (overleden 2024)
- 29 - Hugo Koolschijn, Nederlands acteur (overleden 2024)
- 29 - Kees Schaepman, Nederlands journalist (overleden 2022)
- 29 - Lode Wyns, Belgisch atleet en moleculair bioloog

## December
- 1 - Gilbert O'Sullivan (Raymond O'Sullivan), Brits zanger

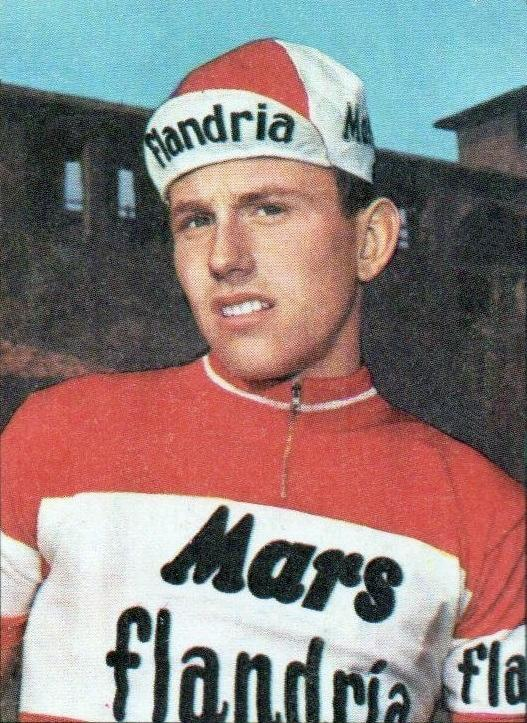
Joop Zoetemelk
geboren op 3 december

- 2 - Gianni Versace, Italiaans modeontwerper (overleden 1997)
- 3 - Joop Zoetemelk, Nederlands wielrenner, winnaar van de Ronde van Frankrijk 1980
- 4 - Geert Mak, Nederlands schrijver
- 5 - José Carreras, Spaans tenor en operazanger
- 5 - Sarel van der Merwe, Zuid-Afrikaans autocoureur en rallyrijder
- 6 - Willy van der Kuijlen, Nederlands voetballer (overleden 2021)
- 7 - Kirsti Sparboe, Noors zangeres
- 9 - Sonia Gandhi, Indiaas politica
- 10 - Henk Kuijpers, Nederlands striptekenaar
- 10 - Oganes Zanazanjan, Armeens voetballer (overleden 2015)
- 12 - Emerson Fittipaldi, Braziliaans autocoureur
- 12 - Marlous Fluitsma, Nederlands actrice
- 13 - Pierino Prati, Italiaans voetballer (AC Milan) (overleden 2020)
- 14 - Jane Birkin, Engels-Frans actrice en zangeres (overleden 2023)
- 14 - Ruth Fuchs, Duits atlete en politica (overleden 2023)
- 14 - Jose Perez, Filipijns hooggerechtshofrechter (overleden 2021)
- 14 - Statletnee Smith, Amerikaans tennisser
- 15 - Jony Dumon, Belgisch atleet
- 15 - Piet Schrijvers, Nederlands voetbaldoelman en voetbaltrainer (overleden 2022)
- 16 - Benny Andersson, Zweeds muzikant (o.a. ABBA)
- 16 - Adriaan van Dis, Nederlands schrijver en televisiepresentator
- 16 - Henk Goedschalk, Surinaams bankier
- 18 - Steve Biko, Zuid-Afrikaans politiek activist (overleden 1977)
- 18 - Kees Schouhamer Immink, Nederlands wetenschapper
- 18 - Steven Spielberg, Amerikaans regisseur
- 20 - Uri Geller, Israëlisch goochelaar
- 20 - Sonny Perdue, Amerikaans Republikeins politicus
- 20 - John Spencer, Amerikaans acteur (overleden 2005)
- 21 - Kevin Peek, Australisch gitarist (overleden 2013)
- 22 - Mary McCaslin, Amerikaans folkzangeres (overleden 2022)
- 23 - Franz Cibulka, Oostenrijks componist, muziekpedagoog en klarinettist (overleden 2016)
- 23 - Edita Gruberová, Slowaaks sopraan (overleden 2021)
- 23 - Susan Lucci, Amerikaans actrice
- 24 - Jan Akkerman, Nederlands gitarist
- 24 - Uri Coronel, Nederlands sportbestuurder (overleden 2016)
- 24 - Eric Van Lustbader, Amerikaans schrijver van thrillers, spionage- en fantasyromans
- 24 - Jeff Sessions, Amerikaans politicus; minister van justitie 2017-2018
- 25 - Jimmy Buffett, Amerikaans country-, rock- en popzanger (overleden 2023)
- 26 - Helmut Kassner, Duits motorcoureur
- 26 - Joseph Sifakis, Grieks-Frans informaticus
- 26 - Rini Wagtmans, Nederlands wielrenner
- 27 - Joe Kinnear, Iers voetballer en voetbaltrainer (overleden 2024)
- 28 - Tim Johnson, Amerikaans politicus (overleden 2024)
- 28 - Jess Roden, Brits zanger en gitarist
- 28 - Bep Weeteling, Nederlands zwemster
- 29 - Marianne Faithfull, Brits zangeres (overleden 2025)
- 29 - Terto, Braziliaans voetballer (overleden 2024)
- 30 - Patti Smith, Amerikaans zangeres
- 30 - Berti Vogts, Duits voetballer
- 31 - Ljoedmila Pachomova, Russisch kunstschaatsster (overleden 1986)

## datum onbekend
- Viviane De Muynck, Belgisch actrice
- Fred van der Hilst, Nederlands acteur
- Nataša Kandić, Servisch mensenrechtenverdediger
- Martijn Katan, Nederlands hoogleraar voedingsleer
- Conny Kuipéri, Nederlands beeldend kunstenares
- Lalla Latifa Hammou, Marokkaans lid van de koninklijke familie ('moeder van de koninklijke kinderen') (overleden 2024)
- Henk van Manen, Nederlands modeontwerper; was partner van Gerard Reve (Woelrat)
- Peter J. Muller, Nederlands uitgever en ondernemer
- Marianne Noble, Nederlands zangeres (overleden 2025)
- Ajda Pekkan, Turks popzangeres
- Aafke Steenhuis, Nederlands schrijfster en beeldend kunstenares
- Bea Van Buggenhout, Belgisch hoogleraar (overleden 2002)
- Stefan Verwey, Nederlands cartoonist en striptekenaar (overleden 2024)
- Herman Vuijsje, Nederlands socioloog en schrijver
- Travis Wammack, Amerikaans gitarist en songwriter